# Akademia Dyplomatyczna Ministerstwa Spraw Zagranicznych

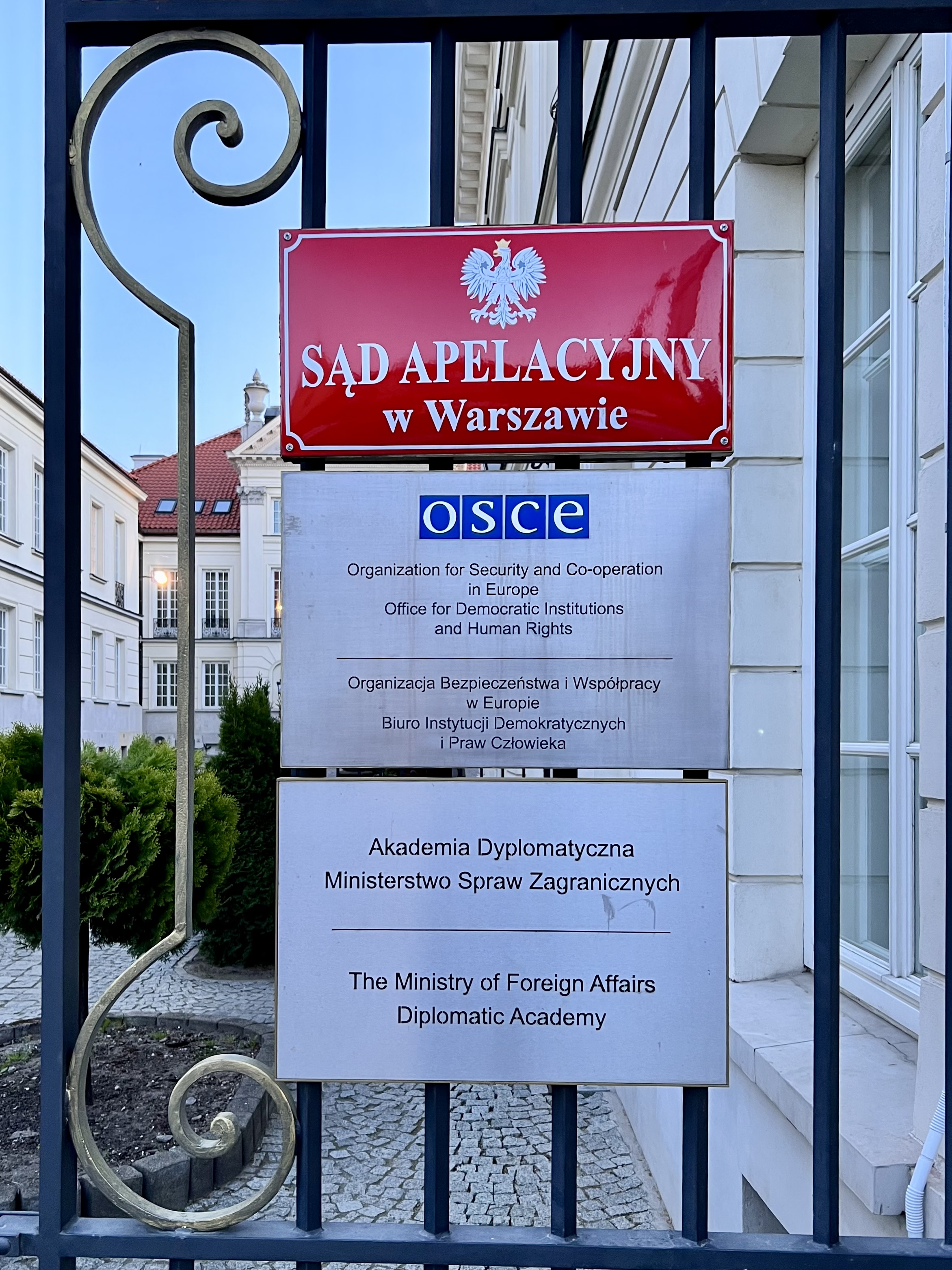
Szyld na siedzibie Akademii w Pałacu Młodziejowskiego w Warszawie (2022)

Akademia Dyplomatyczna Ministerstwa Spraw Zagranicznych – szkoła prowadząca aplikację dyplomatyczno-konsularną.

## Historia
Została utworzona w 2002 przy polskim Ministerstwie Spraw Zagranicznych. Korzeniami sięga do przedwojennej Szkoły a od 1939 Akademii Nauk Politycznych w Warszawie, przekształconej po wojnie w działającą w latach 1950–1961 Szkoły Głównej Służby Zagranicznej, w której kształcono przyszłe kadry polskiej dyplomacji, a której zadania w kolejnych latach były stopniowo przejmowane przez Podyplomowe Studium Służby Zagranicznej Wyższej Szkoły Nauk Społecznych przy KC PZPR (1957–1984), zastąpione następnie przez Centrum Kształcenia Służby Zagranicznej Akademii Nauk Społecznych (1984–1990).
Do 2012 Akademia Dyplomatyczna realizowała pierwszy etap aplikacji konsularno-dyplomatycznej. Po jego zakończeniu aplikanci odbywali praktyki w departamentach MSZ, a następnie praktykę zagraniczną na placówce dyplomatycznej bądź konsularnej. Aplikacja kończyła się egzaminem, którego zdanie skutkowało nadaniem stopnia dyplomatycznego i włączeniem w korpus służby zagranicznej. 
21 stycznia 2013 na mocy Rozporządzenia Prezesa Rady Ministrów Akademia Dyplomatyczna zmieniła nazwę na Akademia PISM i została włączona do Polskiego Instytutu Spraw Międzynarodowych.
Od 2021 ponownie usamodzielniona jako Akademia Dyplomatyczna MSZ.

## Zadania
Szkoła prowadzi:
- studium polityki zagranicznej (dziewięciomiesięczne szkolenie w trybie weekendowym),
- kursy z zakresu protokołu dyplomatycznego,
- specjalistyczne warsztaty w języku angielskim,
- inne szkolenia otwarte oraz na zamówienie.

Misją Akademii Dyplomatycznej MSZ jest rozwój zawodowy pracowników administracji publicznej oraz pracowników sektora prywatnego poprzez udział w szkoleniach, warsztatach oraz kursach z zakresu stosunków międzynarodowych i dyplomacji.

## Siedziba
Mieściła się np. w siedzibach – PISM przy ul. Wareckiej 1a, MSZ w al. Szucha 23, obecnie w Pałacu Młodziejowskiego przy ul. Podwale 7.